# لیسوارتا
لیسوارتا (به انگلیسی: Liswarta) رودخانه‌ای است که در لهستان جریان دارد.